# Vetreria Schlenk

Esempi di recipienti Schlenk

La vetreria Schlenk è vetreria chimica particolare, usata per manipolare composti chimici sensibili all'aria, e prende il nome dall'inventore Wilhelm Schlenk, chimico tedesco. Si tratta di recipienti di varia forma e capacità, caratterizzati dalla presenza di un braccio laterale con rubinetto di PTFE o vetro smerigliato che permette di farvi il vuoto ed eventualmente riempirli con gas inerte. I recipienti sono spesso usati connettendoli ad una linea Schlenk che permette di fare le due operazioni in modo semplice. Come gas inerti si usano soprattutto azoto o argon, dato che i composti chimici in questione sono di solito sensibili all'ossigeno atmosferico. 
La vetreria Schlenk è costruita con un vetro borosilicato tipo il Pyrex, come la maggior parte della vetreria da laboratorio.
I palloni Schlenk hanno il fondo arrotondato, mentre i tubi Schlenk hanno una forma cilindrica allungata. Si possono comperare già fatti da fornitori di vetreria da laboratorio, o possono essere costruiti da un esperto soffiatore partendo da palloni o tubi di vetro.

## Svuotamento di un recipiente Schlenk
In genere il recipiente Schlenk viene seccato e riempito di gas inerte, eliminando l'ossigeno atmosferico, prima di introdurvi reagenti o solvente. Un modo per far questo è lavare il recipiente con un gas inerte. Il gas può essere introdotto attraverso il braccio laterale del recipiente, o tramite un ago abbastanza grosso attaccato ad una linea di gas. Il gas contenuto nel recipiente esce attraverso il collo del recipiente. Usando l'ago c'è il vantaggio che la punta dell'ago può essere posizionata sul fondo del recipiente ottenendo un lavaggio più efficiente. Il lavaggio con gas inerte risulta inefficiente quando il recipiente è grande o l'apparecchiatura ha una forma più complessa.
Una tecnica alternativa per eliminare l'aria da un recipiente Schlenk è fare uno o più cicli "vuoto-azoto" usando una linea Schlenk. Prima si svuota l'aria contenuta nel recipiente e una volta fatto il vuoto lo si riempie con un gas inerte come l'azoto. Se si lascia un vuoto residuo di 1 mmHg e si riempie con gas inerte a pressione atmosferica, 760 mmHg, nel recipiente rimane lo 0,13% dell'atmosfera originale(1/760 × 100%). Dopo due cicli "vuoto-azoto" rimane lo 0,000173 % dell'atmosfera originale (cioè 1/7602 × 100%). Una tipica linea Schlenk può raggiungere un vuoto di 1 mmHg in modo semplice e rapido.